# Znělá alveolární afrikáta
Znělá alveolární afrikáta je souhláska, která se vyskytuje v mnoha jazycích. V mezinárodní fonetické abecedě se označuje symbolem dz, pro zdůraznění současné artikulace lze zapsat s vázacím znakem d͡z, číselné označení IPA je 104 (133), ekvivalentním symbolem v SAMPA je dz.

## Charakteristika
- Způsob artikulace: polotřená souhláska (afrikáta). Vytváří se současnou artikulací dvou hlásek – [d] a [z]. Nejprve se vytvoří krátká uzávěra (okluze), která je vzápětí uvolněna. Vzduch poté proudí úžinou (konstrikce), která se staví do proudu vzduchu, čímž vzniká šum.
- Místo artikulace: dásňová souhláska (alveolára). Uzávěra a posléze úžina se vytváří mezi jazykem a dásňovým obloukem.
- Znělost: znělá souhláska – při artikulaci hlasivky kmitají. Neznělým protějškem je t͡s.
- Ústní souhláska – vzduch prochází při artikulaci ústní dutinou.
- Středová souhláska – vzduch proudí převážně přes střed jazyka spíše než přes jeho boky.
- Pulmonická egresivní hláska – vzduch je při artikulaci vytlačován z plic.

## V češtině
V češtině se tato hláska zaznamenává spřežkou Dz, dz.
Jako samostatný foném se /dz/ v češtině prakticky nevyskytuje, obvykle se jedná o znělou realizaci (alofon) neznělého /ts/. Jako d͡z se může vyslovovat i spojení psaného /d/ a /z/ (při tvoření slov), např. ve slově podzim [ˈpo.d͡zɪm], v pečlivé výslovnosti se však obě hlásky raději vyslovují odděleně: [ˈpod.zɪm].